# 小行星4955
小行星4955（4955 Gold）是一颗绕太阳运转的小行星，为主小行星带小行星。该小行星于1990年9月17日发现。

## 轨道参数
小行星4955的轨道半长轴为3.1527772 UA，离心率为0.13。